# 上海市比乐中学
上海市比乐中学是中華人民共和國上海市黃浦區一所公辦完全中學，比乐中學之名來自於马相伯所题名的比乐堂。該校於1946年由黄炎培等著人創辦，首任校长为孙起孟。2018年9月，上海市李惠利中学併入上海市比乐中学。

## 外部連結
- 官方网站